# Europa (métro de Séville)
Pour les articles homonymes, voir Europa.
Europa est une station de la ligne 1 du métro de Séville. Elle est située sous l'intersection des avenues de l'Europe et de Montequinto, dans le quartier de Quinto, à Dos Hermanas, en Andalousie.

## Situation sur le réseau

Plan du réseau.

Établie en souterrain, Europa est une station de passage de la ligne 1. Elle est située en zone tarifaire 2, après Montequinto, en direction du terminus est de Ciudad Expo, et avant le terminus sud-ouest d'Olivar de Quintos.
Elle comprend les deux voies de la ligne, encadrant un quai central équipé de portes palières.

## Histoire
La station ouvre au public le 23 novembre 2009, sept mois après l'inauguration de la ligne 1.

## Services aux voyageurs

### Accès et accueil
L'accès à la station s'effectue par un bâtiment vitré, situé sur l'avenue de Montequinto, entièrement accessible.

### Desserte
Europa est desservie par les rames CAF Urbos II qui circulent sur la ligne 1 du métro de Séville.

### Intermodalité
La station est en correspondance avec les lignes d'autobus interurbains M-130 et M-133 du consortium des transports métropolitains de l'aire de Séville (CTMAS).